# Сент-Омер (фильм)
«Сент-Омер» — французский художественный фильм 2022 года режиссёра Элис Диоп с Кэти Кагаме и Гуслаги Маландой в главных ролях. Был удостоен «Серебряного льва» на 79-м Венецианском кинофестивале, вошёл в шорт-лист из 15 номинантов на кинопремию «Оскар» в категории «Лучший иностранный художественный фильм».

## Сюжет
Главная героиня фильма — писательница Рама, которая наблюдает за судом над молодой женщиной, обвиняемой в убийстве маленькой дочери. Она решает написать об этом судебном процессе, причём так, чтобы это была вариация рассказа о Медее. Постепенно Рама замечает всё больше общего между собой и подсудимой и начинает тревожиться за своё будущее и за ребёнка. Действие обрывается накануне вынесения приговора.

## В ролях
- Кэти Кагаме — Рама
- Гуслаги Маланда — Лоран Коли
- Орелия Пети — адвокат
- Валери Древиль — судья

## Создание и оценки
Сценарий фильма основан на реальном судебном деле Фабьен Кабу, в 2016 году осуждённой за убийство дочери. Элис Диоп ходила на судебные заседания (тогда она была беременна, как героиня фильма Рама) и после вынесения приговора решила снять фильм. До этого она снимала только документальное кино, но в помещении суда нельзя было вести видеозапись, а Диоп хотела показать в том числе свой жизненный опыт. Поэтому возник замысел художественной картины.
Съёмки проходили в мае-июле 2021 года во французских регионах Иль-де-Франс и О-де-Франс. Изначально фильм предназначался для показа на Каннском кинофестивале в мае 2022 года, но в итоге премьера состоялась в сентябре того же года на 79-м Венецианском кинофестивале. Картина была удостоена «Серебряного льва» и приза Луиджи Ди Лаурентиса – Лев будущего. Дополнительные показы прошли на кинофестивалях в Торонто и Нью-Йорке. Театральный релиз во Франции начался 23 ноября 2022 года.
«Сент-Омер» вошёл в шорт-лист из 15 номинантов на кинопремию «Оскар» в категории «Лучший иностранный художественный фильм». Он занял 32-ю позицию в списке 100 лучших фильмов 2020-х годов от журнала IndieWire. На сайте-агрегаторе отзывов Rotten Tomatoes картина получила рейтинг 94% при средней оценке 8,2 из 10.